# Krzywy Las (województwo wielkopolskie)
Krzywy Las – wieś w Polsce położona w województwie wielkopolskim, w powiecie nowotomyskim, w gminie Lwówek.
W okresie Wielkiego Księstwa Poznańskiego (1815-1848) miejscowość wzmiankowana jako Krzywylas Olendry należała do wsi większych w ówczesnym powiecie bukowskim, który dzielił się na cztery okręgi (bukowski, grodziski, lutomyślski oraz lwowkowski). Krzywylas Olendry należał do okręgu lwowkowskiego i stanowił część majątku Lwówek Zamek (niem. Neustadt), którego właścicielem był wówczas (1837) Antoni Łącki. W skład rozległego majątku Lwówek Zamek wchodziło łącznie 36 wsi. Według spisu urzędowego z 1837 roku Krzywylas Olendry liczył 135 mieszkańców i 18 dymów (domostw).
W latach 1975–1998 miejscowość administracyjnie należała do województwa poznańskiego.
W latach 1998–2011 liczba mieszkańców wsi Krzywy Las zmalała o 20,4%. W 1998 roku wieś liczyła 98 mieszkańców a w 2011 roku już tylko 78 mieszkańców. 
Zobacz też: Krzywystok, Krzywystok-Kolonia